# Gos salvatge africà
El gos salvatge africà o licaó (Lycaon pictus) és un cànid endèmic del continent africà que habita normalment a les sabanes. El nom científic Lycaon pictus significa ‘llop pintat’, puix que una de les característiques de l'espècie és que no hi ha dos exemplars amb el mateix patró de taques en el pelatge. Està en perill d'extinció. N'hi ha una població d'entre 3.000 i 5.500 individus en llibertat i uns 700 en captivitat.
Els licaons cacen en canilles. La presa preferida n'és l'impala i altres ungulats de mida mitjana. Hom en destaca la resistència i que siguin uns caçadors astuts. Han estat observats caçant en relleus rostos i escarpats o, fins i tot, barrant les vies de fugida de les preses. Llur talla reduïda els fa sensibles als atacs d'altres grans carnívors, com ara lleons i hienes.
Tenen un complex sistema social de caràcter matriarcal. Sovint regurgiten l'aliment per a altres membres de la canilla, com ara els que no han pogut anar a caçar perquè han tingut cura dels cadells.

## Hàbitat
Habita principalment en tot l'Àfrica subsahariana, exceptuant-ne les selves tropicals i els deserts més àrids. Actualment, ha desaparegut de moltes zones, però encara sobreviu a Botswana, el Camerun, la República Centreafricana, el Txad, Etiòpia, Kenya, Malawi, Moçambic, Namíbia, el Senegal, Sud-àfrica, el Sudan, el Sudan del Sud, Tanzània, Zàmbia i Zimbàbue.